# Емил Жирардо
Емил Жирардо (фр. Émile Girardeau; Лусо, 12. октобар 1882 — Париз, 7. децембар 1970) је био француски инжењер и академик, познат по томе што је први патентирао оригинални систем фрекфенција које данас познат као радар.

## Биографија
Жирардо је рођен 1882. године у Лусоу у Вандеји.